# Nati nel 1935/Novembre
| Questa pagina contiene informazioni ricavate automaticamente dalle voci biografiche con l'ausilio del template Bio e di un bot. L'aggiornamento è periodico e automatico e ricostruisce completamente la pagina. Se manca una persona in questa lista, sei pregato di non aggiungerla, ma accertati piuttosto che la sua voce biografica contenga il template Bio e che i dati anagrafici siano correttamente compilati. Se il template Bio manca, inseriscilo tu stesso o, in alternativa, metti l'avviso {{tmp\|Bio}} che ne segnala la mancanza. Se i dati riportati sono sbagliati, correggi direttamente la voce biografica; le modifiche saranno visibili in questa lista entro pochi giorni. Per chiarimenti vedi il progetto biografie. La lista contiene solo le 177 persone che sono citate nell'enciclopedia e per le quali è stato implementato correttamente il template Bio. Pagina aggiornata al 18 lug 2025. |

- 1º novembre - Cesare Baldini, karateka e arbitro di karate italiano († 2003)
- 1º novembre - Enrico Fubini, musicologo italiano
- 1º novembre - Vincenzo Gallucci, cardiochirurgo italiano († 1991)
- 1º novembre - Charles de Ganahl Koch, imprenditore statunitense
- 1º novembre - David C. Lindberg, storico della scienza statunitense († 2015)
- 1º novembre - Gary Player, ex golfista sudafricano
- 1º novembre - Edward Said, scrittore, letterato e docente statunitense († 2003)
- 1º novembre - Xie Fang, attrice cinese († 2024)
- 2 novembre - Efat Ghazi, attivista iraniana († 1990)
- 2 novembre - Bilal Xhaferri, scrittore albanese († 1986)
- 3 novembre - Aldo Bernardini, storico del cinema e critico cinematografico italiano († 2023)
- 3 novembre - Enrico Berti, filosofo italiano († 2022)
- 3 novembre - Gero Bisanz, allenatore di calcio e calciatore tedesco († 2014)
- 3 novembre - Anthony Hampden Dickson, vescovo cattolico giamaicano († 2022)
- 3 novembre - Pietro Montresori, politico italiano († 2010)
- 3 novembre - Hugues de Varine, archeologo, storico e museologo francese
- 3 novembre - John Young, ex calciatore e allenatore di calcio scozzese
- 3 novembre - Abuna Paulos, arcivescovo cristiano orientale etiope († 2012)
- 4 novembre - Elgar Howarth, direttore d'orchestra, compositore e trombettista britannico († 2025)
- 4 novembre - Giuseppe Letizia, italiano († 1948)
- 4 novembre - Oddvar Rønnestad, sciatore alpino norvegese († 2014)
- 4 novembre - Manfredo Tafuri, storico dell'architettura italiano († 1994)
- 4 novembre - Pio Vittorio Vigo, arcivescovo cattolico italiano († 2021)
- 4 novembre - Daniel Williams, politico grenadino († 2024)
- 4 novembre - Uri Zohar, regista, attore e rabbino israeliano († 2022)
- 5 novembre - David Battley, attore e comico britannico († 2003)
- 5 novembre - Franco Clivio, paroliere e scrittore italiano († 2016)
- 5 novembre - Frank DeCicco, mafioso statunitense († 1986)
- 5 novembre - Danny Kamekona, attore statunitense († 1996)
- 5 novembre - Ernesto Maggi, politico italiano
- 5 novembre - Nicholas Maw, compositore e musicista britannico († 2009)
- 5 novembre - Osvaldo Raineri, presbitero e orientalista italiano
- 5 novembre - Lindsay Shonteff, regista, produttore cinematografico e sceneggiatore canadese († 2006)
- 5 novembre - Francesco Tagliarini, politico e avvocato italiano († 2025)
- 5 novembre - Christopher Wood, scrittore e sceneggiatore britannico († 2015)
- 6 novembre - Rafael González Adrio, cestista e medico spagnolo († 2015)
- 6 novembre - Richard Maury, pittore statunitense († 2020)
- 6 novembre - Alan Mills, tennista e giudice di tennis britannico († 2024)
- 6 novembre - Peter T. O'Brian, biblista e presbitero australiano
- 6 novembre - Leandro Polverini, storico italiano († 2023)
- 6 novembre - Manuel Francisco Serra, calciatore portoghese († 1994)
- 7 novembre - Judy Parfitt, attrice britannica
- 7 novembre - Franco Rossellini, regista, attore e produttore cinematografico italiano († 1992)
- 8 novembre - Alain Delon, attore, produttore cinematografico e cantante francese († 2024)
- 8 novembre - Dumitru Focșeneanu, bobbista rumeno († 2019)
- 8 novembre - Gary Jasgur, attore statunitense († 1994)
- 8 novembre - Alfonso López Trujillo, cardinale e arcivescovo cattolico colombiano († 2008)
- 8 novembre - Persia Woolley, scrittrice statunitense († 2017)
- 9 novembre - Romano Cagnoni, fotografo italiano († 2018)
- 9 novembre - Jimmy D'Aquisto, liutaio statunitense († 1995)
- 9 novembre - Bayanjavyn Damdinjav, ex biatleta e fondista mongolo
- 9 novembre - Bob Gibson, giocatore di baseball statunitense († 2020)
- 9 novembre - Liane Hielscher, attrice tedesca († 2000)
- 9 novembre - Bill Lansdowne, ex calciatore inglese
- 9 novembre - Antonio Porta, scrittore, poeta e critico letterario italiano († 1989)
- 10 novembre - Romano Comincioli, dirigente d'azienda e politico italiano († 2011)
- 10 novembre - Luis Muñoz Grau, calciatore spagnolo († 2022)
- 10 novembre - Igor' Dmitrievič Novikov, astrofisico e cosmologo russo
- 10 novembre - Matteo Rinaldi, calciatore italiano († 2003)
- 10 novembre - Pippa Scott, attrice statunitense († 2025)
- 10 novembre - Jarmila Trojková, ex cestista cecoslovacca
- 11 novembre - Bibi Andersson, attrice svedese († 2019)
- 11 novembre - John Patrick Foley, cardinale e arcivescovo cattolico statunitense († 2011)
- 11 novembre - Ken Larsen, cestista canadese († 2012)
- 12 novembre - Franco Bentivogli, sindacalista italiano
- 12 novembre - Bruno D'Argenio, geologo italiano
- 12 novembre - Madeleine Fischer, attrice svizzera († 2020)
- 12 novembre - Ljudmila Markovna Gurčenko, attrice sovietica († 2011)
- 12 novembre - Billy Knight, ex tennista britannico
- 12 novembre - Attilio Maseri, cardiologo e filantropo italiano († 2021)
- 12 novembre - Young Vivian, politico niueano
- 12 novembre - Dragoljub Čirić, scacchista serbo († 2014)
- 13 novembre - Lino Armellin, politico italiano († 2018)
- 13 novembre - Tom Atkins, attore statunitense
- 13 novembre - Gene Brown, cestista statunitense († 2020)
- 13 novembre - George Carey, arcivescovo anglicano e teologo inglese
- 13 novembre - Beniamino Di Giacomo, allenatore di calcio e ex calciatore italiano
- 14 novembre - Ferdinando Camon, scrittore italiano
- 14 novembre - Harry B. Gray, chimico statunitense
- 14 novembre - Husayn di Giordania, re giordano († 1999)
- 14 novembre - Enzo Jannace, cantante italiano († 2018)
- 14 novembre - Giampaolo Lenzi, allenatore di atletica leggera italiano († 2015)
- 14 novembre - Julio Maglione, dirigente sportivo uruguaiano
- 14 novembre - Armando Veneto, politico e avvocato italiano
- 15 novembre - Nataniela De Micheli, attrice teatrale e personaggio televisivo italiana († 1969)
- 15 novembre - Luciana Gonzales, cantante italiana († 2016)
- 15 novembre - Basil Hiley, fisico britannico († 2025)
- 15 novembre - Kaneta Kimotsuki, doppiatore giapponese († 2019)
- 15 novembre - Tibor Pézsa, ex schermidore ungherese
- 15 novembre - Nera White, cestista statunitense († 2016)
- 16 novembre - Marcello Ferrari, politico italiano
- 16 novembre - Muhammad Husayn Fadlallah, religioso libanese († 2010)
- 16 novembre - Lina Nerli Taviani, costumista italiana
- 16 novembre - Manlio Pastore Stocchi, critico letterario e filologo italiano († 2021)
- 16 novembre - Gordon Porteus, ex slittinista britannico
- 16 novembre - France-Albert René, politico seychellese († 2019)
- 17 novembre - Nayef Hawatmeh, politico giordano
- 17 novembre - Raffaele Rotiroti, politico italiano († 2002)
- 17 novembre - Roswell Rudd, trombonista e compositore statunitense († 2017)
- 17 novembre - Toni Sailer, sciatore alpino, allenatore di sci alpino e attore austriaco († 2009)
- 17 novembre - Théodore Szkudlapski, calciatore francese († 2006)
- 18 novembre - Rudolf Bahro, politico e filosofo tedesco († 1997)
- 18 novembre - Alain Barrière, cantante francese († 2019)
- 18 novembre - Francesca Benedetti, attrice italiana († 2025)
- 18 novembre - Babette, cantante e attrice italiana
- 18 novembre - Paolo Ciofi, politico, economista e saggista italiano († 2023)
- 18 novembre - William Cullen, avvocato e giudice britannico
- 18 novembre - Nicola Iacobacci, poeta e letterato italiano († 2018)
- 19 novembre - Elio Catola, ex ostacolista italiano
- 19 novembre - Bruno Coppi, fisico italiano
- 19 novembre - Andon Dončevski, allenatore di calcio e ex calciatore macedone
- 19 novembre - Frank Lui, politico niueano († 2021)
- 19 novembre - Atanas Pejčinski, cestista bulgaro († 2021)
- 19 novembre - Quirino Principe, critico musicale, musicologo e traduttore italiano
- 19 novembre - Jack Welch, dirigente d'azienda statunitense († 2020)
- 19 novembre - Eduardo Zuleta, tennista ecuadoriano († 2024)
- 20 novembre - Leo Falcam, politico micronesiano († 2018)
- 20 novembre - Fairuz, cantante libanese
- 21 novembre - Terry Adlington, allenatore di calcio e calciatore inglese († 1994)
- 21 novembre - Michael Chapman, direttore della fotografia, regista e sceneggiatore statunitense († 2020)
- 21 novembre - Giacomo Del Gratta, calciatore italiano († 2018)
- 21 novembre - David Frish, ex cestista israeliano
- 21 novembre - Roberto Patrignani, pilota motociclistico, giornalista e scrittore italiano († 2008)
- 21 novembre - Krzysztof Sitkowski, cestista polacco († 1988)
- 22 novembre - Ljudmila Belousova, pattinatrice artistica su ghiaccio sovietica († 2017)
- 22 novembre - Michael Callan, attore statunitense († 2022)
- 22 novembre - Esperanza Roy, attrice e soubrette spagnola
- 22 novembre - Giulio Santarelli, politico italiano
- 22 novembre - Ron Volmer, ex pallanuotista e nuotatore statunitense
- 22 novembre - Bobby Wilson, tennista britannico († 2020)
- 23 novembre - Bruno Bruni, pittore italiano
- 23 novembre - Steve Burtenshaw, calciatore e allenatore di calcio inglese († 2022)
- 23 novembre - Dan Marțian, politico rumeno († 2002)
- 23 novembre - Paolo Dell'Oro, fisico e scrittore italiano († 2015)
- 23 novembre - Dean Gallo, politico statunitense († 1994)
- 23 novembre - Italo Pedroncelli, sciatore alpino e allenatore di sci alpino italiano († 1992)
- 23 novembre - Egon Steuer, ex cestista e allenatore di pallacanestro slovacco
- 23 novembre - Mari Törőcsik, attrice ungherese († 2021)
- 23 novembre - Vladislav Nikolaevič Volkov, cosmonauta sovietico († 1971)
- 24 novembre - Ron Dellums, politico e attivista statunitense († 2018)
- 24 novembre - Vin Denson, ex ciclista su strada britannico
- 24 novembre - Edgard Parizzia, cestista e allenatore di pallacanestro argentino († 2010)
- 24 novembre - Pasquale Verrusio, pittore, scultore e incisore italiano († 2012)
- 24 novembre - Khalifa bin Salman Al Khalifa, politico bahreinita († 2020)
- 25 novembre - Terry Gathercole, nuotatore australiano († 2001)
- 25 novembre - Corrado Truffelli, politico, economista e storico italiano
- 25 novembre - Tunku Abdul Rahman, principe malese († 1988)
- 25 novembre - Joseph Zoderer, scrittore italiano († 2022)
- 26 novembre - Marian Mercer, attrice e cantante statunitense († 2011)
- 26 novembre - Guido Davide Neri, filosofo italiano († 2001)
- 26 novembre - Ernesto Parga, pallanuotista argentino († 1990)
- 26 novembre - Umberto Pineschi, presbitero e organista italiano
- 27 novembre - Les Blank, regista statunitense († 2013)
- 27 novembre - Gordie Hall, ex pallanuotista statunitense
- 27 novembre - Al Jackson Jr., batterista e musicista statunitense († 1975)
- 27 novembre - Helmut Lachenmann, compositore tedesco
- 27 novembre - Verity Lambert, produttrice televisiva e produttrice cinematografica inglese († 2007)
- 27 novembre - Aldo Maccione, attore italiano
- 27 novembre - Mauro Maltinti, calciatore italiano († 2015)
- 27 novembre - Kalevi Pakarinen, pentatleta e schermidore finlandese († 1999)
- 27 novembre - Willie Pastrano, pugile statunitense († 1997)
- 27 novembre - Michel Portal, compositore, sassofonista e clarinettista francese
- 27 novembre - Jurij Titov, ex ginnasta e dirigente sportivo sovietico
- 28 novembre - Gianfranco Civolani, giornalista, scrittore e dirigente sportivo italiano († 2019)
- 28 novembre - Avery Corman, scrittore statunitense
- 28 novembre - Masahito, principe Hitachi, principe giapponese
- 29 novembre - Bino Cicogna, produttore cinematografico, sceneggiatore e nobile italiano († 1971)
- 29 novembre - Joan Harrison, nuotatrice sudafricana († 2025)
- 29 novembre - Diane Ladd, attrice statunitense
- 29 novembre - Thomas Joseph O'Brien, vescovo cattolico statunitense († 2018)
- 29 novembre - Mahmud Sulayman al-Maghribi, politico libico († 2009)
- 30 novembre - Stojan Andov, politico macedone († 2024)
- 30 novembre - John Trevor Blokdyk, pilota automobilistico sudafricano († 1995)
- 30 novembre - Aldo Falchi, scultore italiano († 2020)
- 30 novembre - Steve Hamilton, giocatore di baseball, cestista e allenatore di baseball statunitense († 1997)
- 30 novembre - Marcello Morace, giornalista italiano († 1986)
- 30 novembre - Viktor Ivanovič Tregubovič, regista, attore e sceneggiatore sovietico († 1992)